# Jožef Sušnik
Jožef Sušnik (tudi Suschnik, Schuschnik), slovenski rimskokatoliški duhovnik, * 2. marec 1779, Šmarjetna gora, † 28. maj 1816, Hotedršica.  

## Življenje in delo
Sušnik se je rodil kmetu in čevljarju Jožefu ter materi Jeri rojeni Osenik. Po osnovnem razredu šmartinske ljudske šole mu je najbrž župnik in dekan, jožefinec Janez Krstnik Rode utrl pot do izobrazbe. V Ljubljani je končal 3 razrede normalke in 5 razredov gimnnazije (1794–1799), 2 letnika liceja (1799–1801) in 4 letnike bogoslovja (1801–1805). Med tem je bil kot študent 2. letnika teologije na predlog kustosa prof. Fr. Wildeja postavljen za skriptorja licejejske knjižnice. Leta 1809 je bil kaplan v Ribnici, nato v Žireh (1809–1811), zadnjih 5 let pa je bil vikar-župnik v Hatedršici.
Po trditvi H. G. Hoffaje je po 3 letih urejanja Lublanskih novic (LN) Valentin Vodnik prepustil to delo »gospodu Janezu (Johannu) Sušniku«. Ker pa ni ne v šolskih katalogih ne kje drugod zaslediti kakšnega Janez Sušnika, ki bi mu bilo prisojati, da bi bil sposoben urejati, še bolj pa pisati četudi tako skromen časnik, kakršen so bile Lublanske novice, ne preostane drugega kakor sprejeti podmeno, da gre v resnici za Jožefa Sušnika, 20-letnega izobraženca, ki je pri Vodniku zbudil tolikšno zaupanje, da bi bil sposoben ob njegovem mentorstvu prevzeti časnikarsko delo. Tako moramo Jožefa Sušnika s precejšno gotovostjo šteti za Vodnikovega naslednika pri LN in sploh za drugega z imenom in priimkom znanega slovenskega časnikarja.